# Signe moins souscrit
Cette page contient des caractères spéciaux ou non latins. S’ils s’affichent mal (▯, ?, etc.), consultez la page d’aide Unicode.
Le signe moins souscrit est un signe diacritique utilisé dans l’alphabet phonétique international pour indiquer qu’une voyelle est plus reculée.
Son caractère Unicode est 0320.